# Maurice Pauwels
Maurice Pauwels (Lokeren, 16 maart 1929) is een Belgisch componist, muziekpedagoog, dirigent, hoboïst, gitarist en accordeonist. Voor bepaalde werken gebruikte hij het pseudoniem: Morris Jane.

## Levensloop
Pauwels leerde door zelfstudie op twaalfjarige leeftijd solfège en accordeon en korte tijd later ook gitaar. Al drie jaar later gaf hij talrijke accordeonrecitals bij de lokale radiozenders in Gent, Antwerpen en Kortrijk alsook bij de nationale zender Nationaal Instituut voor de Radio-omroep (NIR). Verder was hij lid van het Metrocluborkest en van orkest John Blarney.
Gedurende zijn militaire dienst was hij hobosolist van het Welfare-operettegezelschap alsook leider van het Welfare-dansorkest. Hij dirigeerde operettes en maakte een aantal 78 en 45 toerenplaten met het Morris Jane Ensemble. Intussen studeerde hij aan het Koninklijk Conservatorium te Gent solfège, hobo, transpositie, muziekgeschiedenis en orkestratie. Vervolgens studeerde hij aan het Koninklijk Conservatorium te Bergen harmonie en contrapunt. Verder studeerde hij privé bij Albert Delvaux fuga.
Vanaf 1952 was hij hoboïst en althoboïst bij de Muziekkapel van de Belgische Zeemacht in Oostende. In deze tijd werd hij leider van de Navy Big-Band. In 1978 werd hij bevorderd tot hoofd-onderkapelmeester van de Muziekkapel van de Belgische Zeemacht en bleef in deze functie tot zijn pensionering in 1985.
Als hoboïst was hij verder verbonden aan het West-Vlaams orkest, het Waaslandia-symfonieorkest en het Waaslandia-kamerorkest. Eveneens verleende hij regelmatig zijn medewerking aan de Gentse opera als vervanger.
Als muziekpedagoog was hij verbonden als docent voor hobo en fagot aan de Stedelijke Muziekacademie in Sint-Niklaas en als leraar voor houtblazers in Stekene. Daarnaast was hij docent voor hobo en fagot aan de Regionale Muziekacademie te Gent en in Evergem alsook aan de muziekschool in Terneuzen. Verder was hij muziekleraar aan de Rijksmiddelbare school in Moerbeke-Waas.
In de amateuristische muziekbeoefening was hij werkzaam als dirigent zoals van de Koninklijke Harmonie St. Cecilia Zeveneken, de Koninklijke Harmonie Sint-Cecilia Eksaarde en de Koninklijke Harmonie Trouw aan Kunst Moerbeke-Waas (1963-1992).
Als componist schreef hij suites en marsen voor harmonie- of/en fanfareorkesten en brassband, werken voor accordeon of gitaar, liederen op Nederlandse en Engelse teksten en kamermuziek. Maar hij is ook bekend als schrijver van muziek voor de Gentse hardrockgroep Ostrogoth.

## Composities

### Werken voor harmonie- en fanfareorkest en brassband
- 1970 Lied en Hora
- Day Of The Musicians
- Free Lance
- Modern suite, voor brassband
- S.M. Parade, mars
- The Chairman, mars[1]

### Kamermuziek
- Andante e Allegro, voor sopraan-, (alt-)saxofoon en piano
- Serenade, voor dwarsfluit en piano
- Twee kleine stukken, voor dwarsfluit en piano

### Werken voor hobo of althobo
- Memories, voor hobo solo of althobo

### Werken voor accordeon
- Quick fingers

## Media
1. ↑  The Chairman door Harmonie Municipale Ouvrièr d'Avion o.l.v. Michel Nowak. Gearchiveerd op 2 oktober 2016.